# Sandro Penna
Sandro Penna (Perúgia, 12 de junho de 1906 – Roma, 21 de janeiro de 1977) foi um poeta italiano.

## Biografia
Nascido em Porta Sole, comune de Perugia em 15 de junho de 1906, Sandro Penna cresceu junto com seus doir irmãos em uma família pequeno-burguesa que se dedicava ao comércio de produtos variados. Durante a infância sofreu com anemia e bronquite, e com a desestruturação de sua família que culminou na separação de seus pais quando ele estava com 14 anos. Formou-se em contabilidade e durante a vida exercerá modestamente se  vários empregos que tinham em comum o ofício de finanças (contador, operador de bolsa, mercado de artes), além de escrever artigos de crítica literária em jornais. 
Entre 1925 e 1928 escreve cartas ao seu amigo Acruto Vitale, de onde se pode conhecer suas leituras e reconstruir sua formação intelectual: Croce, Nietzsche, Baudelaire, Holderlin, Soupault, Wilde, e Leopardi. Em 1932, Sandro Pennsa mora em Roma onde tem um emprego em um construtora. Lá ele recebe a atenção de Umberto Saba, quem o intervirá para que Penna tenha os seus primeiros poemas publicados, dois poemas que saem na revista L'Italia Letteraria. Após esta sua apresentação na cena literária, Penna irá a Florença onde conhecerá Eugenio Montale, com quem trocará cartas e quem o ajudará a publicar uma série poética na revista Solaria. Em 1939 publica o seu primeiro livro Poesie, 57 poemas publicados pela editora florentina Parenti. Seu segundo livro sairá em 1950 pela editora Meridiana, com o título Appunti, seguido ainda nesta década do Una strana gioia di vivere (1956, editora Scheiwiller), Poesie (Garzanti, 1957), e Croce e Delizia (1958, editora Longanesi).
Identificado pela crítica como interno a correntedo hermetismo, Sandro Penna é também tido como um poeta que mantém vivo o realismo na sua poesia. Segundo Pier Paolo Pasolini, a poesia de Penna era feita de "um material extremamente delicado dos lugares da cidade, com asfalto e grama, paredes caiadas de casas pobres, mármores brancos das pontes, e por toda parte o sopro do mar, o murmúrio do rio em que as luzes noturnas trêmulas refletem".
Abertamente gay, seus trabalhos foram amplamente marcados por sua visão melancólica da homossexualidade como emarginação. As condições econômicas de Penna eram frequentemente ruins e, em seus últimos anos, um grupo de intelectuais assinou um manifesto no jornal 'Paese Sera  [ it ]' para ajudá-lo.

## Trabalhos
- Poesie ( Florença: Parenti,1939)
- Una strana gioia di vivere (Milão, Scheiwiller, 1956)
- Croce e delizia (Milão: Garzanti, 1958)
- Tutte le poesie (Milão: Garzanti, 1970)
- Stranezze (Milão: Garzanti, 1976)
- Confuso sogno (Milão, Garzanti, 1980, posthumous)
- Confused Dream (1988, New York & Madras: Hanuman Books, a translation by George Scrivani. ISBN 0-937815-15-2)

## Outras imagens

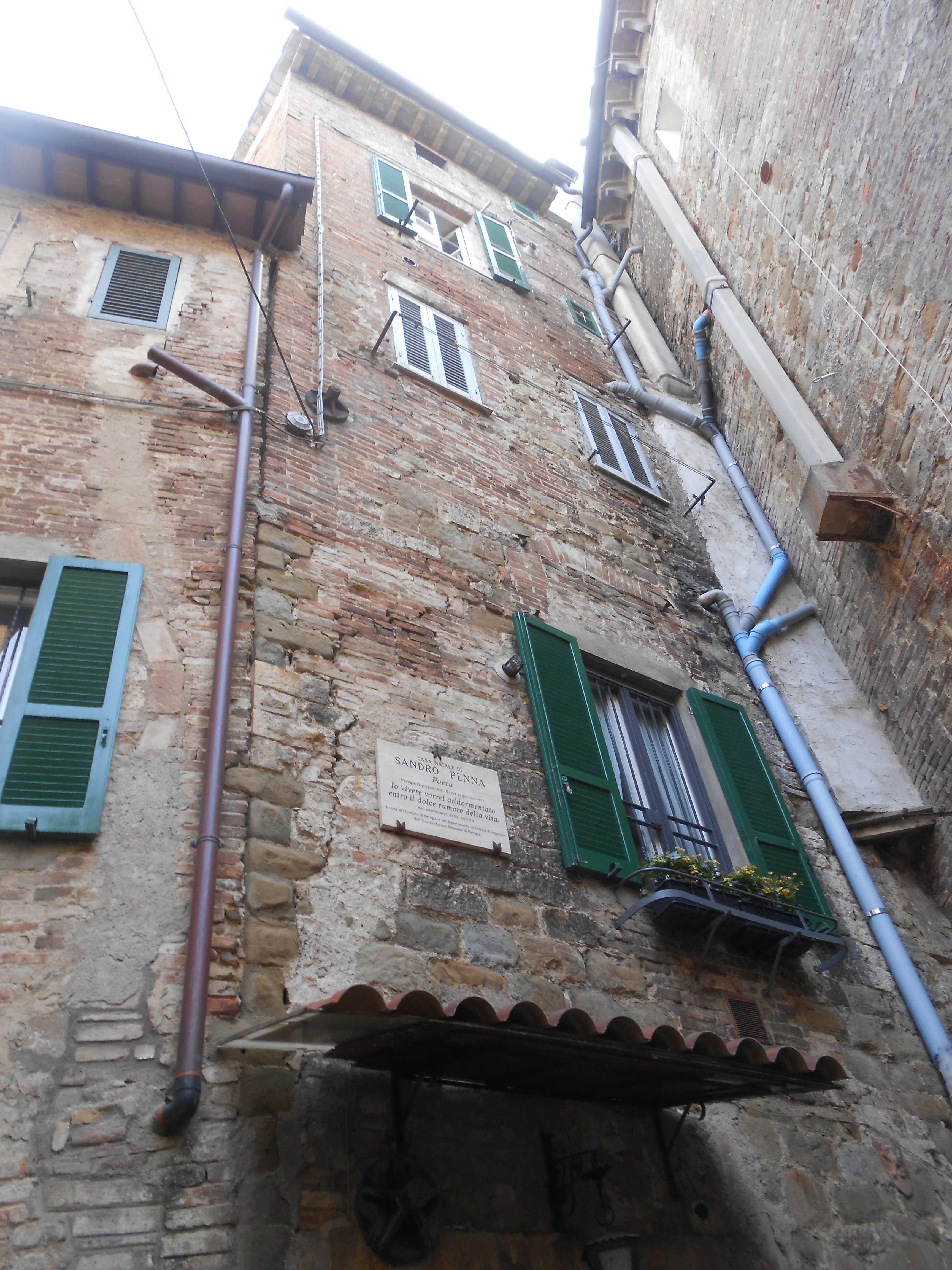
Casa natal de Penna em Perugia.